# Herrljunga
Pour la commune, voir Herrljunga (commune).
Herrljunga est une localité de la commune de Herrljunga, dont elle est le centre administratif, dans le comté de Västra Götaland en Suède.
Sa population était de 4126 habitants en 2019.